# Пийчоид
Пийчоид (на английски: peachoid, от peach – праскова) е водонапорна кула в Гафни, Южна Каролина, САЩ, която наподобява праскова.
Тя е висока 41 m и събира 3,8 милиона литра вода (3800 m³). Намира се на Пийчуид Роуд. 
Кулата е едно от нещата, с които е известен градът. Външният вид на конструкцията е със запазени авторски права и съгласно законодателството в САЩ всички производни изображения на такива сгради, включително снимки, следва да бъдат правени само с изричното разрешение на автора.
По-малък „Пийчоид“ (1900 m³) е направен от същата фирма и за Клантън, Алабама.

## История
Кулата е построена през 1981 г. от „Chicago Bridge and Iron Company“ от стомана и бетон. Към конструкцията са добавени декоративни елементи: дръжка отгоре, листо от едната страна, пъпка отдолу и отвесна вдлъбнатина по цялата стена, подобна на тази на прасковите, която е изпълнена чрез добавяне на стоманени елементи към сферичната конструкция. Художникът Питър Фройденберг оцветява водонапорната кула подобно на прасковите, които растат в района. 

## В популярната култура
Кулата играе малка роля в американския телевизионен сериал „Къща от карти“. Главният герой на сериала, Франк Ъндеруд, който е роден в Гафни, има снимка на Пийчоида в офиса си. В трети епизод на сериала Пийчоидът става обект на политически и потенциално легални битки за Франк.